# Nikica Klinczarski
Nikica Klinczarski (mac. Hикицa Kлинчapcки, ur. 5 stycznia 1957 w Berowie) – macedoński piłkarz występujący na pozycji obrońcy. Reprezentant Jugosławii. Trener piłkarski.

## Kariera klubowa
Klinczarski karierę rozpoczynał w 1976 roku w Partizanie. W sezonach 1977/1978 oraz 1982/1983 wywalczył z nim mistrzostwo Jugosławii, a w sezonie 1983/1984 wicemistrzostwo Jugosławii. Na początku 1985 roku wyjechał do Stanów Zjednoczonych, gdzie grał w zespołach indoorowej ligi MISL, takich jak Las Vegas Americans, Pittsburgh Spirit oraz Chicago Sting. W 1987 roku wrócił do Partizana, z którym w sezonie 1987/1988 wywalczył wicemistrzostwo Jugosławii. W 1989 roku przeszedł do szwedzkiej drużyny Västra Frölunda IF. W sezonie 1989 występował z nią w pierwszej lidze szwedzkiej. Po sezonie wrócił do Jugosławii, gdzie grał w ekipie FK Bačka Topola. W 1991 roku zakończył tam karierę.

## Kariera reprezentacyjna
W reprezentacji Jugosławii Klinczarski zadebiutował 22 marca 1980 w wygranym 2:1 towarzyskim meczu z Urugwajem, w którym strzelił też gola. W tym samym roku został powołany do kadry na Letnie Igrzyska Olimpijskie, zakończone przez Jugosławię na 4. miejscu. W latach 1980–1983 w drużynie narodowej rozegrał 8 spotkań i zdobył 1 bramkę.